# Izotopy kyslíku
Existují tři stabilní izotopy kyslíku (8O): 16O, 17O a 18O.
Byly také popsány radioizotopy kyslíku s nukleonovými čísly 12-28., všechny s krátkým poločasem přeměny; nejdelší poločas má 15O, 122,24 sekund. Nejméně stabilní je 12O s poločasem 5,80(30)×10−22s.

## Stabilní izotopy

V pozdní fázi vývoje hvězdy mnohem hmotnější než Slunce se ^{16}O soustředí ve vrstvě O, ^{17}O ve vrstvě H a ^{18}O ve vrstvě He

Přírodní kyslík se skládá ze tří stabilních izotopů, 16O, 17O a 18O, nejběžnější je 16O (přirozený výskyt 99,762 %). V závislosti na zdroji se relativní atomová hmotnost přírodního kyslíku pohybuje od 15,999 03 do 15,999 77 (obvykle se používá 15,999 nebo 15,999 4).
Relativní zastoupení 16O mezi izotopy kyslíku je vysoké, protože je to hlavní produkt jaderných reakcí během vývoje hvězd, jedná se o primární izotop, což znamená, že může být vytvořen ve hvězdách, které původně obsahovaly pouze vodík. Většina tohoto izotopu je vytvořena na konci heliové fúze; 3-alfa reakcí se vytvoří 12C, jenž může pohltit další jádro 4He za vzniku 16O. Další 16O vzniká spalováním neonu.
17O i 18O jsou sekundární izotopy, k jejich syntéze je třeba přidat další jádro. 17O vzniká hlavně přeměnou vodíku na helium během CNO cyklu a je tak běžný v místech, kde hvězdy spalují vodík. Většina 18O vzniká, když 14N (vytvořený při CNO cyklu) pohltí jádro 4He, takže tento izotop se hojně vyskytuje v oblastech bohatých na helium.
Na vytvoření jádra síry z dvou jader kyslíku je třeba teplota kolem 109 K.
Látkové množství bylo dříve stanovováno podle kyslíku, 1 mol ~ 0,016 kg kyslíku, ovšem ve fyzice se tato hmotnost vztahovala na 16O, kdežto v chemii na přírodní směs izotopů kyslíku.

## Radioizotopy
Je známo čtrnáct radioizotopů kyslíku, nejstabilnější jsou 15O, s poločasem přeměny 122,24 s, a 14O s poločasem 70,620 s. Všechny ostatní mají poločasy kratší než 27 s, většinou pod 100 ms. Nejčastějším způsobem přeměny radioizotopů lehčích než stabilní izotopy je beta plus přeměna na dusík a u těžších beta minus přeměna na fluor.

### Kyslík-13
Kyslík-13 je nestabilní izotop kyslíku. V jeho jádru se nachází 8 protonů a 5 neutronů. Jeho spin je -3/2, poločas přeměny 8,58 ms a relativní atomová hmotnost 13,024 8. Přeměňuje se elektronovým záchytem na dusík-13 s uvolněním energie 17,765 MeV. Vzniká přeměnou fluoru-14.

### Kyslík-15
Kyslík-15 je izotop kyslíku často používaný v pozitronové emisní tomografii (PET). Jeho jádro se skládá z osmi protonů a sedmi neutronů, relativní atomová hmotnost činí 15,003 065 4 a poločas přeměny je 122,24 s. Připravuje se v cyklotronu ostřelováním jader dusíku-14 deuterony.

## Seznam izotopů
| symbol nuklidu | Z(p) | N(n) | hmotnost izotopu (u)  | poločas přeměny                 | způsob(y) přeměny | produkt(y) přeměny | jaderný spin     | reprezentativní isotopové složení (molární zlomek) | rozmezí přirozeného výskytu (molární zlomek) |
| -------------- | ---- | ---- | --------------------- | ------------------------------- | ----------------- | ------------------ | ---------------- | -------------------------------------------------- | -------------------------------------------- |
| 12O            | 8    | 4    | 12,034 405(20)        | 5,80(30)×10−22 s [0,40(25) MeV] | 2p (60,0 %)       | 10C                | 0                |                                                    |                                              |
| 12O            | 8    | 4    | 12,034 405(20)        | 5,80(30)×10−22 s [0,40(25) MeV] | p (40,0 %)        | 11N                | 0                |                                                    |                                              |
| 13O            | 8    | 5    | 13,024 812(10)        | 8,58(5) ms                      | β+ (88,7 %)       | 13N                | -3/2             |                                                    |                                              |
| 13O            | 8    | 5    | 13,024 812(10)        | 8,58(5) ms                      | β+, p (11,3 %)    | 12C                | -3/2             |                                                    |                                              |
| 14O            | 8    | 6    | 14,008 596 25(12)     | 70,620(15) s                    | β+                | 14N                | 0                |                                                    |                                              |
| 15O            | 8    | 7    | 15,003 065 6(5)       | 122,24(16) s                    | β+                | 15N                | -1/2             |                                                    |                                              |
| 16O            | 8    | 8    | 15,994 914 619 56(16) | Stabilní                        | Stabilní          | Stabilní           | 0                | 0,997 57(16)                                       | 0,997 38–0,997 76                            |
| 17O            | 8    | 9    | 16,999 131 70(12)     | Stabilní                        | Stabilní          | Stabilní           | +5/2             | 3,8(1)×10−4                                        | 3,7×10−4–4,0×10−4                            |
| 18O            | 8    | 10   | 17,999 161 0(7)       | Stabilní                        | Stabilní          | Stabilní           | 0                | 2,05(14)×10−3                                      | 1,88×10−3–2,22×10−3                          |
| 19O            | 8    | 11   | 19,003 580(3)         | 26.88(5) s                      | β−                | 19F                | +5/2             |                                                    |                                              |
| 20O            | 8    | 12   | 20,004 076 7(12)      | 13,51(5) s                      | β−                | 20F                | 0                |                                                    |                                              |
| 21O            | 8    | 13   | 21,008 656(13)        | 3,42(10) s                      | β−                | 21F                | +(1/2, 3/2, 5/2) |                                                    |                                              |
| 22O            | 8    | 14   | 22,009 97(6)          | 2,25(9) s                       | β− (78,0 %)       | 22F                | 0                |                                                    |                                              |
| 22O            | 8    | 14   | 22,009 97(6)          | 2,25(9) s                       | β−, n (22,0 %)    | 21F                | 0                |                                                    |                                              |
| 23O            | 8    | 15   | 23,015 69(13)         | 97(8) ms                        | β− (93,0 %)       | 23F                | +1/2             |                                                    |                                              |
| 23O            | 8    | 15   | 23,015 69(13)         | 97(8) ms                        | β−, n (7,0 %)     | 22F                | +1/2             |                                                    |                                              |
| 24O            | 8    | 16   | 24,020 47(25)         | 72(5) ms                        | β− (59,0 %)       | 24F                | 0                |                                                    |                                              |
| 24O            | 8    | 16   | 24,020 47(25)         | 72(5) ms                        | β−, n (41,0 %)    | 23F                | 0                |                                                    |                                              |
| 25O            | 8    | 17   |                       | 6,55(85)×10−22 s                | n                 | 24O                |                  |                                                    |                                              |

| Symbol nuklidu | Poločas přeměny | Způsob přeměny | Produkt přeměny |
| -------------- | --------------- | -------------- | --------------- |
| 26O            | 4,4(33)×10−12 s | 2n             | 24O             |
| 27O            | <260 ns         | n              | 26O             |
| 28O            | <100 ns         | n              | 27O             |